# Frey (családnév)
Frey egy társadalmi helyzetre utaló, német eredetű családnév. Németország délkeleti részében gyakori. Magyarországra a 18. században német telepesekkel került be, de a városokban már korábban is előfordult. A Dunántúlon, Tolna és Baranya vármegyében gyakoribb.

## Eredete és jelentése
Előzménye a középfelnémet eredetű vri szó, ami szabadot, szabadnak születettet, és gondtalant jelentett, névként pedig egy szabad emberre utalt a feudalizmus korában, szemben egy szolgával vagy egy jobbággyal. Névként egy gondtalan életű, személyiségű emberre is utalt.

## Formái
Frey, Frei, Frej, Freij, Freyr, Freyer, Freyda, Freyman, Freyberg, Freystein, Fray, Frayr, Frayda, Frayberg, Frayman, Freeman.

## Fordítás
- Ez a szócikk részben vagy egészben  a   Frey (surname) című angol Wikipédia-szócikk fordításán alapul.  Az eredeti cikk szerkesztőit annak laptörténete sorolja fel. Ez a jelzés csupán a megfogalmazás eredetét és a szerzői jogokat jelzi, nem szolgál a cikkben szereplő információk forrásmegjelöléseként.